# ویلرزهاوزن
ویلرزهاوزن (به آلمانی: Willershausen) یک منطقهٔ مسکونی در آلمان است که در هسن واقع شده‌است. ویلرزهاوزن ۲۱۹ نفر جمعیت دارد.